# (6898) Saint-Marys
(6898) Saint-Marys (1988 LE) – planetoida z pasa głównego asteroid okrążająca Słońce w ciągu 4 lat i 128 dni w średniej odległości 2,66 j.a. Została odkryta 8 czerwca 1988 roku w Palomar Observatory przez Carolyn Shoemaker.